# Jeremy Grube
Jeremy Grube (* 26. März 1994 in Ratzeburg) ist ein deutscher Laiendarsteller und Musiker.

## Leben
Jeremy Grube ist gebürtig aus Ratzeburg und lebt seit 2013 in Köln. Er wurde durch seine Mitwirkung in der RTL-II-Soap Köln 50667 bekannt, in der er in der Folge 176 zum ersten Mal in Erscheinung trat. Als ehemaliger Verlobter der von Yvonne Pferrer verkörperten Serienfigur Anna Kowalski spielte er eine der Hauptfiguren. Im Jahr 2016 stieg er dann aus der Serie aus, um mit Pferrer, mit der er auch im realen Leben eine Partnerschaft führt, im Van unterwegs zu sein.
Anfang November 2016 startete Grube seinen eigenen YouTube-Kanal und lädt seitdem Videos hoch. Am 24. März 2017 präsentierte er sich dort erstmals als Musiker in Form eines Musikvideos zu seiner Pop-Single Nie nie mehr. Eigenen Angaben zufolge entsteht seine Musik unterwegs auf Reisen „zwischen neuen Kulturen, vielen Sprachen und der Sehnsucht nach der Ferne“. Dabei produziert er Sounds mit unachtsam in die Natur geworfenen Müll ebenso wie er andere Gegenstände auf seinen Reisen Instrumenten umfunktioniert – beispielsweise Regentonnen oder trockene Palmblätter aus dem Dschungel. Grube ist bei seiner Musik zudem Kopf des Kollektivs Jery. & die Traveler (Eigenschreibweise JERY. & die traveler), dem als musikalischer Partner ein Freund für Planung und Organisation der Releases sowie von Tourstopps sein Bruder angehören. Des Weiteren betätigt sich Grube als Sachbuchautor und veröffentlichte 2019 ein Kochbuch sowie 2025, gemeinsam mit Yvonne Pferrer, das Buch zum Dokumentarfilm Yabadu – Niemals erwachsen, der von einer halbjährigen Reise in Südamerika berichtet.
Grube ist zudem im Rahmen verschiedener Projekte sozial engagiert. So gehörte er beispielsweise 2018 zur Team-Besetzung eines Benefiz-Fußballspiels für Viva con Agua, reiste 2019 mit Pferrer und Namaste Hannah für Plan International nach Kambodscha, um Projekte zur Bekämpfung von Mangelernährung zu besichtigen und auf den eigenen Kanälen darüber zu berichten, oder beteiligte sich 2024 am Spenden-Livestream YouTopia.

## Filmografie
- 2013–2016: Köln 50667
- 2019: Freundinnen – Jetzt erst recht
- 2019: Alles was zählt
- 2025: Yabadu – Niemals erwachsen (Dokumentarfilm)

## Diskographie
- 2017: Nie nie mehr (Single)

## Veröffentlichungen
- Das Taschenkochbuch – Reisehunger, 2019, ISBN 978-3-00-064392-7
- mit Yvonne Pferrer: Yabadu – Niemals erwachsen, 2025, ISBN 978-3-00-082321-3